# Cha Cha Malone
Chase Vincent Malone (nascido em 25 de maio de 1987), mais conhecido como Cha Cha Malone, é um cantor estadunidense, produtor musical e compositor e membro do grupo b-boy Art of Movement (AOM), em Seattle, Washington. Malone é amplamente conhecido por seu trabalho com o cantor coreano-americano, amigo e colega da AOMG, Jay Park, com quem começou em 2010 com os hits on-line Bestie e Speechless, e já produziu nove faixas para o seu multi-platina e obras premiadas, Take A Deeper Look e New Breed. Em 2011, Malone lançou um EP, Breakthrough, através de iTunes e Bandcamp. Além de colaborações com Jay Park, Malone produziu e trabalhou com muitos outros artistas na Coreia do Sul, incluindo Red Velvet, Loona, Shinhwa, Kara, Dok2, Beenzino, U-KISS, NU'EST, B1A4 e Song Jieun do grupo Secret.

## Biografia

### Primeiros anos: B-Boying, produção musical e ilustração
Malone nasceu em Seattle, Washington. Sua mãe é das Filipinas e seu pai é um africano-americano. Ele foi criado apenas por sua mãe solteira durante os primeiros 16 anos de sua vida. Sua avó também desempenhou um grande papel em sua vida. A primeira paixão de Malone foi pela arte e ilustração, e desde a infância e adolescência esta tornou-se sua saída criativa  Aos 7 anos, Malone começou a tocar piano e foi influenciado por sua mãe, que costumava escrever canções e cantar em uma banda. Malone começou a escrever versos de rap na escola primária e foi introduzido pela primeira vez no uso de tecnologia moderna na tomada de batida quando se deparou com uma versão inicial do programa FL Studio no computador de um amigo em 2000, e participou de batalhas on-line em Rocbattle. Aos 12 anos, e no ensino médio, Malone entrou no mundo da b-boying com os amigos na equipe de b-boy com sede em Seattle, Art of Movement, e em 2005 ele apareceu no episódio do Made da MTV. [Carece de fontes?] Malone se graduou no Instituto de Arte de Seattle em 2009, ganhando um BFA em Media Arts e animação, e estava interessado em trabalhar no campo da arte conceitual e desenvolvimento visual.
Em 2009, Malone mandou seu amigo e companheiro do grupo Art of Movente, Jay Park, que recentemente voltou da Coreia do Sul para Seattle, uma pasta de batidas para ver se ele estava interessado em colaborar. Desde então, Malone e Jay formaram uma forte parceria para as produtoras de canções da música e da escrita. Em outubro de 2010, as primeiras obras da dupla foram liberados on-line; o dueto, "Speechless", e o single, "Bestie" de Jay Park. Em 2011 as colaborações mais bem sucedidas entre Malone e Jay Park, em que Malone produziu quatro das sete faixas, incluindo a faixa-título, "Abandoned", do EP de Jay Park, Take A Deeper Look, que ganhou um Prêmio Golden Disk. Também em 2011, Malone produziu e escreveu seu próprio EP, Breakthrough, com faixa-título, "I Still", que Malone chama um de suas favoritas. Malone entrou no Top 10 da contagem regressiva de Myx TV por uma semana em 2011. Malone também lançou "Single Life", que contou com Jay Park, como um download gratuito em setembro de 2011.
Em 2012, Malone começou a trabalhar com um número crescente de artistas e grupos de K-pop ao lado de Jay Park, e tornou-se um membro da equipe de produção da Iconic Sounds LLC, que trabalhou em álbuns como The Boys Girls' Generation, e Only One da cantora BoA. Em fevereiro de 2012 viu o lançamento do primeiro álbum de estúdio de Jay Park, New Breed, em que Malone produziu cinco faixas. O álbum foi multi-platina com mais de 100 000  vendas físicas na Coreia do Sul, e chegando ao número 1 na parada Gaon Álbum e no internacional iTunes R & B / gráficos alma. [10] Malone e Park produziram e escreveram "Can not Stop", lançado em coreano e Inglês, que também contou com Jay Park, para o EP de Brian Joo 2012, 'ReBorn Part 1. Malone e Jay Park também trabalharam juntos em "4U (For You)" para o sexto EP do U-KISS, DORADORA, e sobre novo girl group de K-pop Tiny-G na música "Polaris" por meio do programa de televisão da Coreia do Sul, MBC's Music & Lyrics, estrelado por Jay Park e Lee Si-young. Ainda em 2012, Malone produziu três faixas a mixtape de Jay Park, Fresh Air: Breathe It, incluindo a faixa-título "BODY2BODY", e contou e escreveu a faixa "Hopeless Love". Em outubro de 2012, Malone produziu "One Love" para o álbum de estreia japonesa do boy group B1A4, One. Em 2012, Malone trabalhou com o concorrente do American Idol e companheiro de Seattle, Mackenzie Thoms.

## Discografia
Extended plays
- Breakthrough (2011)

Singles
- "Speechless" (2010)
- "I Still" (2011)
- "Single Life" (2011)

### Discografias produzidas
| Ano                                                                | Música                                         | Artista(s)                               | Álbum                                        |
| ------------------------------------------------------------------ | ---------------------------------------------- | ---------------------------------------- | -------------------------------------------- |
| 2010                                                               | "Bestie" (English Version)                     | Jay Park                                 | -                                            |
| 2010                                                               | "Bestie" (Korean Version)                      | Jay Park                                 | Take a Deeper Look (EP)                      |
| 2010                                                               | "Bestie" (Korean Remix)                        | Jay Park                                 | -                                            |
| 2010                                                               | "Speechless"                                   | Jay Park & Cha Cha Malone                | -                                            |
| 2011                                                               | "While Drinking Coffee"                        | Jay Park                                 | -                                            |
| 2011                                                               | "Abandoned"                                    | Jay Park feat. Dok2                      | Take a Deeper Look (EP)                      |
| 2011                                                               | "Don't Let Go"                                 | Jay Park                                 | Take a Deeper Look (EP)                      |
| 2011                                                               | "I Can't Be Without You"                       | Jay Park                                 | Take a Deeper Look (EP)                      |
| 2011                                                               | "I Still"                                      | Cha Cha Malone                           | Breakthrough (EP)                            |
| 2011                                                               | "Let It Go"                                    | Cha Cha Malone                           | Breakthrough (EP)                            |
| 2011                                                               | "Aggression"                                   | Cha Cha Malone                           | Breakthrough (EP)                            |
| 2011                                                               | "Different Is Beautiful"                       | Cha Cha Malone                           | Breakthrough (EP)                            |
| 2011                                                               | "Manifesto Anthem" (Levis' Denizen Commercial) | Jay Park feat. Kwon Ri Sae               | -                                            |
| 2011                                                               | "Single Life"                                  | Cha Cha Malone feat. Jay Park            | -                                            |
| 2011                                                               | "Let It Go" (Remix)                            | Dok2 feat. Cha Cha Malone                | Do It For The Fans (Mixtape)                 |
| 2011                                                               | "Up and Down"                                  | Jay Park feat. Dok2                      | New Breed Part 1 (EP)                        |
| 2011                                                               | "I Can't Be Without You" (Acoustic Version)    | Jay Park                                 | New Breed Part 1 (EP)                        |
| 2012                                                               | "Turn Off Your Phone"                          | Jay Park                                 | New Breed                                    |
| 2012                                                               | "Go"                                           | Jay Park                                 | New Breed                                    |
| 2012                                                               | "Come on Over"                                 | Jay Park                                 | New Breed                                    |
| 2012                                                               | "Can't Stop"                                   | Brian Joo feat. Jay Park & Beenzino      | ReBorn Part 1 (EP)                           |
| 2012                                                               | "Can't Stop" (English version)                 | Brian Joo feat. Jay Park & Dumbfoundead  | ReBorn Part 1 (EP)                           |
| 2012                                                               | "4U (For You)"                                 | U-KISS                                   | DoraDora (EP)                                |
| 2012                                                               | "Polaris"                                      | Tiny-G                                   | por anunciar                                 |
| 2012                                                               | "Blastoff"                                     | AFSHeeN & Mackenzie Thoms                | -                                            |
| 2012                                                               | "More Than Friends (Benefriends)"              | Mackenzie Thoms                          | -                                            |
| 2012                                                               | "Crazy"                                        | Mackenzie Thoms                          | -                                            |
| 2012                                                               | "Play"                                         | Bridget 'Jett' Hermano                   | -                                            |
| 2012                                                               | "Rendezvous"                                   | Bridget 'Jett' Hermano                   | -                                            |
| 2012                                                               | "BODY2BODY"                                    | Jay Park                                 | Fresh A!r: Breathe !t (Mixtape)              |
| 2012                                                               | "Do What We Do"                                | Jay Park                                 | Fresh A!r: Breathe !t (Mixtape)              |
| 2012                                                               | "Be With Me 2Night"                            | Jay Park                                 | Fresh A!r: Breathe !t (Mixtape)              |
| 2012                                                               | "One Love"                                     | B1A4                                     | 1                                            |
| 2013                                                               | "Appetizer"                                    | Jay Park                                 | -                                            |
| 2013                                                               | "Around the World"                             | Mizz Nina feat. Jay Park                 | -                                            |
| 2013                                                               | "Joah" (좋아)                                  | Jay Park                                 | Joah (Digital Single)                        |
| 2013                                                               | "Welcome"                                      | Jay Park                                 | Joah (Digital Single)                        |
| 2013                                                               | "Sending You My Love" (멀리 있더라도)          | Andrew Choi                              | Love Was Enough (EP)                         |
| 2013                                                               | "I Like 2 Party"                               | Jay Park                                 | I Like 2 Party (EP)                          |
| 2013                                                               | "Hot"                                          | Jay Park                                 | I Like 2 Party (EP)                          |
| 2013                                                               | "Happy Happy Love" (ハッピー ハッピー ラブ)    | Kara                                     | Fantastic Girls                              |
| 2013                                                               | "Audition"                                     | Gaia feat. Jay Park                      | Audition (Digital Single)                    |
| 2014                                                               | "Ride Me"                                      | Jay Park                                 | Metronome (Digital Single)                   |
| 2014                                                               | "Love Potion"                                  | Gaia                                     | Love Potion (Digital Single)                 |
| 2014                                                               | "Good Bye Bye" (굿 바이 바이)                  | Nu'est                                   | Re:birth (EP)                                |
| 2014                                                               | "Nana" (나나)                                  | Jay Park feat. Loco                      | Nana 나나 (Digital Single)                   |
| 2014                                                               | "So Good"                                      | Jay Park                                 | Evolution (Álbum)                            |
| 2014                                                               | "Evolution"                                    | Jay Park                                 | Evolution (Álbum)                            |
| 2014                                                               | "GGG"                                          | Jay Park                                 | Evolution (Álbum)                            |
| 2014                                                               | "Hot (Remix)"                                  | Jay Park                                 | Evolution (Álbum)                            |
| 2015                                                               |                                                |                                          |                                              |
| "Alright"                                                          | Shinhwa                                        | We (Álbum)                               |                                              |
| "Stupid Cupid"                                                     | Red Velvet (레드벨벳)                          | Ice Cream Cake (1st Mini Álbum)          |                                              |
| "Midnight Sun"                                                     | Hot Shot                                       | Midnight Sun (Digital Single)            |                                              |
| "Rain On Me"                                                       | Hot Shot                                       | Am I Hotshot? (Álbum)                    |                                              |
| "My Last"                                                          | Jay Park feat. Loco, Gray                      | My Last (Digital Single)                 |                                              |
| "Solo"                                                             | Jay Park feat. Hoody                           | Solo (Digital Single)                    |                                              |
| "Solo (Remix)"                                                     | Yezi feat. Jay Park and Loco                   | Unpretty Rapstar Vol. 2 (Digital Single) |                                              |
| "사랑 할 때 아니야 (Money)"                                        | Hyolyn feat. Jay Park                          | Unpretty Rapstar Vol. 2 (Digital Single) |                                              |
| "Worldwide"                                                        | Jay Park                                       | ₩orld ₩ide (Álbum)                       |                                              |
| "You Know"                                                         | Jay Park                                       | ₩orld ₩ide (Álbum)                       |                                              |
| "Cha Cha Cypher"                                                   | Jay Park                                       | ₩orld ₩ide (Álbum)                       |                                              |
| "When"                                                             | Jay Park                                       | ₩orld ₩ide (Álbum)                       |                                              |
| "I Want It"                                                        | Jay Park                                       | ₩orld ₩ide (Álbum)                       |                                              |
| "My"                                                               | Jay Park                                       | ₩orld ₩ide (Álbum)                       |                                              |
| "B-boy Stance"                                                     | Jay Park                                       | ₩orld ₩ide (Álbum)                       |                                              |
| 2016                                                               |                                                |                                          |                                              |
| "Favorite Girl"                                                    | U-Kiss                                         | Stalker (Álbum)                          |                                              |
| "Heartless"                                                        | U-Kiss                                         | Stalker (Álbum)                          |                                              |
| "2nd Thots"                                                        | Jay Park                                       | Everything You Wanted (Álbum)            |                                              |
| "All I Wanna Do"                                                   | Jay Park                                       | Everything You Wanted (Álbum)            |                                              |
| "I Don't Disappoint"                                               | Jay Park                                       | Everything You Wanted (Álbum)            |                                              |
| "Aquaman"                                                          | Jay Park                                       | Everything You Wanted (Álbum)            |                                              |
| "Me Like Yuh"                                                      | Jay Park                                       | Everything You Wanted (Álbum)            |                                              |
| "Me Like Yuh (Korean) feat. Hoody"                                 | Jay Park                                       | Everything You Wanted (Álbum)            |                                              |
| "You Too (너도) feat. Cha Cha Malone"                              | Loco                                           | You Too (너도) (Digital Single)          |                                              |
| "Always On My Grind"                                               | AOMG                                           | Follow the Movement Tour                 |                                              |
| "Nowhere"                                                          | Jay Park and Ugly Duck                         | Scene Stealers EP (EP)                   |                                              |
| "우리가 빠지면 Party가 아니지 (Ain’t No Party Like an AOMG Party)" | Jay Park and Ugly Duck                         | Scene Stealers EP (EP)                   |                                              |
| "Tattoo"                                                           | ELO                                            | 8 Femmes (Álbum)                         |                                              |
| "다 알면서 feat. Jay Park"                                         | Kwon Jinah                                     | One Strange Night (웃긴 밤) (EP)         |                                              |
| "I Wanna Fall In Love"                                             | Song Jieun                                     | Bobby Doll (EP)                          |                                              |
| "Lust"                                                             | Hoody                                          | On and On (Álbum)                        |                                              |
| "Gravity"                                                          | 宮野真守                                       | The Birth (Álbum)                        |                                              |
| 2017                                                               | "Twilight"                                     | Loona                                    | Kim Lip (Single)                             |
| 2017                                                               | "Gettin' By"                                   | One                                      | One Day (Single)                             |
| 2017                                                               | "Yacht (K) feat. Sik-K"                        | Jay Park                                 | Yacht (Single)                               |
| 2017                                                               | "Reborn feat. Boi, Double K"                   | Jay Park                                 | Show Me the Money 6: Reborn Project (Single) |
| 2017                                                               | "Hangang"                                      | Hoody                                    | Hangang (Single)                             |
| 2017                                                               | "That One"                                     | Henry                                    | That One (Single)                            |
| 2017                                                               | "Birthday feat. Jay Park, Dok2"                | Ja Mezz                                  | Show Me the Money 6                          |
| "Cadillac"                                                         | IN2IT                                          | Carpe Diem (EP)                          |                                              |
| "Get It All feat. Cha Cha Malone"                                  | Jay Park                                       | Get It All (Online Release)              |                                              |
| 2018                                                               | "93"                                           | Eden                                     | Ryu: 川 (EP)                                 |
| 2018                                                               | "높은 너의 하이힐 같이"                        | Hash Swan                                | Alexandrite (Album)                          |
| 2018                                                               | "미치지 않고서야"                              | Hash Swan                                | Alexandrite (Album)                          |
| 2018                                                               | "Forget About Tomorrow"                        | Jay Park & Yultron                       | "Forget About Tomorrow" (Single)             |
| 2018                                                               | "Different"                                    | WOODZ                                    | Different (Single)                           |
| 2018                                                               | "POOL"                                         | WOODZ                                    | POOL (Single)                                |
| 2019                                                               | "Stay Up"                                      | Baekhyun                                 | City Lights (EP)                             |
| 2019                                                               | "FLIP"                                         | Zhu Zhengting                            | Chapter Z (Album)                            |
| 2019                                                               | "Call Me Before You Sleep"                     | Jessica Jung featuring Giriboy or Elly   | "Call Me Before You Sleep" (Single)          |